# Ван Сведен, Иоганн
Иоганн ван Сведен (также Иоган ван Сведен, Иоган ван Шведен, Йохан ван Сведен; нидерл. Johan van der Sweden) — голландский купец, издавна проживавший в Москве и оказавший значительное влияние на развитие бумажного производства в Московской области. Был владельцем бумажной мельницы на Пахре.

## Биография
В авторитетных источниках содержится информация про Иоганна ван Сведена — голландского купца, который длительное время жил в Москве. В Москву он приехал в 1646 году в качестве купора к Давиду Рутсу. В его обязанности входила продажа вина, его укупорка и проверка качества. В том же 1646 году он заключит контракт в Амстердаме с братом Давида Рутса — Каспаром. В 1648—1649 годах Иоганн приехал в Астрахань для того, чтобы обучать русских и развивать виноделие.
Через несколько лет, в 1650-х, он женился на дочери Давида Рутса Марии Рутс. В 1659 и 1660 годах Иоган ван Сведен как представитель царя ездил в Гамбург и Голландию. В 1659—1662 годах он и еще один предприниматель Хендрик Свелленгребел стали крупнейшими поставщиками оружия в Российское государство. В то время они поставили в страну 75 тысяч мушкетов, 30 тысяч карабинов, 34 тысячи пар пистолетов, 1 тысячу шпаг, 1 тысячу панцирей. Хендрик Свелленгребел был женат на сестре Марии Рутс — Сюзанне Катарине. Оплату за привозимое оружие купцы получали не деньгами, а пушниной, смолой, пенькой, юфтью, говяжьим салом. По состоянию на 1662 год купцы получили товаров на сумму свыше 100 тысяч рублей.
В мае 1665 года ван Сведен договорился с российским правительством о поставке газет из-за рубежа и про организацию связи с иностранными государствами. Служащие ван Сведена доставляли корреспонденцию из Риги в Москву каждые две недели. За это голландец стал получать ежегодное жалование в размере 1100 рублей и разовую выплату 500 рублей и 500 соболей. Иоган ван Сведен не смог полностью реализовать свои планы, потому что царь в мае 1886 года отобрал у него почту. Теперь заведовать этим направлением стал Леонид Марселис.
В 1655 году патриархом Никоном была выстроена на реке Пахре бумажная мельница. Когда в 1666 году она была смыта водой, ван Сведен решил ее отстроить заново и восстановить ее работу. В том же году, Приказ Большого дворца передал мельницу голландскому купцу. Также ему была дана на откуп мукомольная мельница, которая также была расположена на Пахре. Ван Сведен хотел, чтобы бумажная мельница производила писчую бумагу хорошего качества, поэтому нанял в Эссене мастера-бумагодела и строителя мельниц. Во время поездки в Амстердам ван Сведен заключил контракты с несколькими ремесленниками.
В 1667 году Иоганн ван Сведен создал суконную фабрику в Москве. В 1667 году ван Сведен нанял четырех плотников-судостроителей для российского правительства. В 1668 году ему была передана на откуп дворцовая Иваньковская волость в Каширском уезде. В том же году он заключил контракт на работу в России с капитаном Давидом Бутлером и 14 матросами и уже в 1669 году было построено первое судно «Орел».
В 1668 году ван Сведен занялся производством венецианского стекла. Благодаря производству этого товара и в обмен на продукцию, у него появилась возможность использовать для нужд своих мастеров своих фабрик те участки земли, которые были расположены вдоль берегов Пахры. Земля все еще оставалась в собственности крестьян села Зеленая Слобода, но рабочие голландского купца могли строить на этой территории дома и пасти скот.
В 1668 году (по другим данным — в ноябре 1669 года) Иоганн ван Сведен умер. Фабрики перешли в собственность его вдовы Марии Рутс. Дочь Иоганна ван Сведена и Марии Рутс — Мария ван Сведен — вышла замуж за предпринимателя Хермана Лёвкина, а их дочь и внучка Иоганна ван Сведена Катарина Лёфкен сочеталась узами брака с Рудольфом Мейером. В некоторых источниках фигурирует также сын Иоганна ван Сведена и Марии Рутс, названный в честь отца Иоганном.